# Зорзила (Горж)
Зорзила (рум. Zorzila) насеље је у Румунији у округу Горж у општини Чуперчени. Oпштина се налази на надморској висини од 210 m.

## Становништво
Према подацима из 2002. године у насељу је живело 39 становника, од којих су сви румунске националности.